# Centropus cupreicaudus
Centropus cupreicaudus este o specie de păsări din familia Cuculidae⁠(d). Se găsește în Angola, Botswana, Republica Democrată Congo, Malawi, Namibia, Tanzania, Zambia și Zimbabwe.

## Taxonomie
A fost descrisă pentru prima dată de ornitologul german Anton Reichenow⁠(d) în 1896.

## Descriere

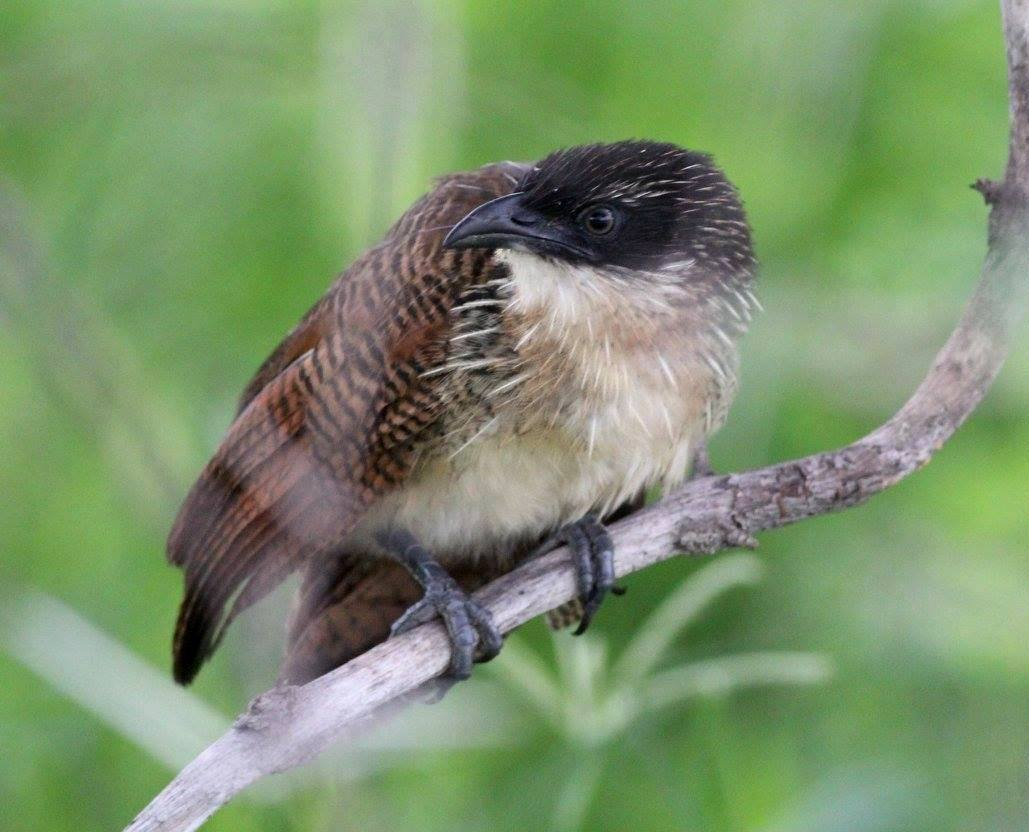
Pasăre imatură în en, Namibia

Un specimen adult din specia Centropus cupreicaudus are aproximativ 48 cm în lungime și are ciocul curbat și coada lungă și lată. Masculii sunt ceva mai mici decât femelele. Penajul său este similar cu cel al cucului de Senegal⁠(d) (Centropus senegalensis). Are capul și părțile superioare de culoare neagră, părțile inferioare albe sau crem, crupa maro, cu un luciu arămiu și o coadă maro-negricioasă. Păsările imature au dungi palide pe cap și penele lor de zbor au benzi. Vocalizarea speciei constă în note profunde, bolborositoare.

## Răspândire și habitat
Centropus cupreicaudus este originară din părți ale sudului Africii Centrale. Arealul său se întinde din Angola în vest înspre sud-vestul Tanzaniei, nortdul țării Botswana și Caprivi⁠(en)[traduceți] în Namibia. Habitatul său specific este terenul mlăștions și vegetația deasă din apropierea râurilor, dar este găsită și pe lunci și lângă lacuri sezoniere.

## Comportament și ecologie
Această pasăre este teritorială pe tot parcursul anului și este activă în cea mai mare parte seara și imediat după zori. Caută hrană pe uscat și se hrănește cu amfibieni, pești, păsări mici, reptile și rozătoare, precum și cu pradă nevertebrată ca lăcustele, crabii și melcii. Mănâncă pești morți, alte materii comestibile și niște vegetație. Desface cuiburile anumitor specii de păsări din genul Ploceus⁠(d) și uneori înghite întregi păsări din specia Coturnix adansonii⁠(d). Sezonul de reproducere are loc din ianuarie până în martie și se crede că pasărea este monogamă⁠(d). Un cuib cu cupolă, alcătuit din ierburi, fragmente de stuf și crenguțe și căptușit cu frunze, este construit la nivel jos printre stuf sau în vegetația încurcată de pe malul apei. Ambii părinți se ocupă de cuib, dar masculul poate juca un rol mai mare. Un rând de ouă de 2–4 ouă este depus și incubația începe imediat ce primul ou este depus, uneori întâmplându-se înainte ca cuibul să fie finalizat. Ouăle eclozează la intervale de timp și ambii părinți au grijă de juvenili. Puii sunt hrăniți cu alimente precum broaște și lăcuste. Puii părăsesc cuibul la aproximativ 17 zile, uneori când sunt parțial crescuți și nu sunt încă capabili să zboare.

## Stare de conservare
Centropus cupreicaudus are un areal foarte larg și deși populația nu a fost cuantificată, este comună în unele părți ale arealului. Populația pare a fi stabilă, adică nu în creștere sau scădere. Din aceste motive, Uniunea Internațională pentru Conservarea Naturii a clasificat specia din punct de vedere al stării de conservare ca fiind neamenințată cu dispariția.

## Legăuri externe
- en Centropus cupreicaudus - Informații despre specie în The Atlas of Southern African Birds